# Buochserhorn
Das Buochserhorn ist ein Berg im Zentralschweizer Kanton Nidwalden mit einer Höhe von 1806 m ü. M. Den Namen hat der Berg von der Ortschaft Buochs, die auf der Nordseite am Bergfuss und am Vierwaldstättersee liegt. Das freistehende Buochserhorn am Eingang ins Engelberger Tal ist die höchste Erhebung, die ganz im Kanton Nidwalden fusst. Brisen, Schwalmis und Oberbauenstock stehen bereits auf der Grenze zu Uri, und selbst den Hausberg von Stans, das Stanserhorn, müssen sich die Nidwaldner mit den Obwaldnern teilen.

## Geographie
Der Berg gehört zu den Urner Alpen, nach SAC-Einteilung zur Alpenregion der Unterwaldner Voralpen, und besteht aus Kalksteinschichten über einem Flyschsockel. Zusammen mit dem im Westen liegenden Stanserhorn markiert das Buochserhorn den Eingang von der Ebene bei Stans und Oberdorf in das Engelbergertal. Neben der schmalen Talebene an der Engelberger Aa steigt der Berghang bei der Ortschaft Büren steil zum Gipfel hinauf. Der nördliche Ausläufer des Buochserhorns mit den Vorbergen Nollen (1347 m ü. M.) und Hörndli (1390 m ü. M.) berührt bei Hobiel das Südufer des Vierwaldstättersees. Auf der Ostseite trennt das Tal des Träschlibachs und des Lielibachs das Bergmassiv von der Bergkuppe der Klewenalp. Im Südosten ist das Buochserhorn über einen Sattel und den Bleikigrat mit der Hochebene der Musenalp verbunden, im Süden liegen tief unter der Felswand des Gibelbergs eingegrabene Schluchten des Buoholzbaches und das Dörfchen Niederrickenbach.
Am Buochserhorn treffen sich die Gemeindegebiete von Buochs, Oberdorf und Beckenried.
Das steile Tal des Rübibachs, der in der Vergangenheit oft Überschwemmungen und Murgänge bei Buochs verursacht hatte, ist seit dem 19. Jahrhundert zum Schutz des dicht überbauten Ortskerns und später auch der Autobahn A2 durch zahlreiche wasserbauliche Schutzmassnahmen wie Bauchverbauungen, ein grosses Retentionsbecken und Hangstabilisierungen gesichert worden. Verbauungen bestehen auch in anderen steilen Runsen im Wald wie dem Herdmattligraben und dem Klein Lauigraben.
Der Buochserwald an der steilen Nordflanke des Buochserhorns wird als Schutzwald für die Siedlung im Tal gepflegt.

## Landesvermessung
Am Südfuss des Bergs ist neben dem Tobel des Buoholzbaches der geographische Mittelpunkt des Kantons Nidwalden markiert.
Der Gipfel des Buochserhorns dient seit den Anfängen der geodätischen Vermessung der Schweiz in der Mitte des 19. Jahrhunderts als Triangulationspunkt zweiter Ordnung. Er ist seit der Unterwaldner Vermessungskampagne von 1916 bis 1919 mit einer eisernen Pyramide gekennzeichnet.

## Gipfelkreuz
Auf dem Berggipfel steht das Buochserhornkreuz, ein 12 Meter hohes Gipfelkreuz aus Metall, das von der Region Luzern aus gut zu sehen ist. Als Ersatz für ein älteres Alpkreuz aus Holz errichtete der Nidwaldner Jungmannschaftsverband im Jahr 1961 das neue Bergkreuz. Das umfangreiche Baumaterial wurde mit der Luftseilbahn Dallenwil-Niederrickenbach, mit einem Transportseil und durch Lastenträger auf die Baustelle transportiert. Am 1. Oktober 1961 fand die feierliche Einweihung des Kreuzes statt. Mehrmals haben seither Sturmwinde das mit acht Stahlseilen verankerte Kreuz stark beschädigt.

## Tourismus
Dank seiner exponierten Lage als Bergvorsprung bietet das Buochserhorn einen Rundblick auf die Zentralschweizer Alpen im Süden und den Vierwaldstättersee mit den Bergen der Voralpen im Norden. Anders als beim Stanserhorn, das mit der Stanserhorn-Bahn erschlossen ist, führen auf das Buochserhorn nur Wanderwege, ausgeschildert der Nidwaldner Zentrumsweg [570]. Die einzigen Luftseilbahnen in der Nähe sind die Pendelbahn von Dallenwil nach Niederrickenbach und die Kabinenbahn von Niederrickenbach auf die Musenalp. Eine landwirtschaftliche Fahrstrasse verbindet die hoch am Westhang des Buochserhorns gelegene Alp Ochsenweid mit dem Engelbergertal. Der Berg ist ein beliebtes Revier für Mountainbiker, die Routen von Buochs, Dallenwil, Niederrickenbach und Beckenried aus befahren können.

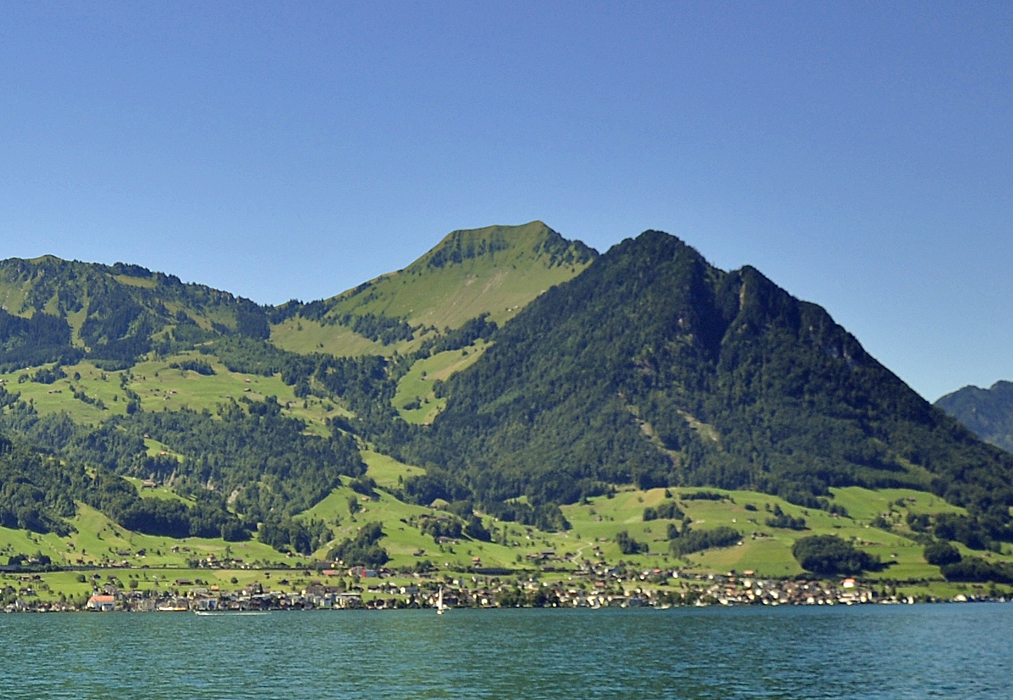
Buochserhorn über Beckenried am Vierwaldstättersee
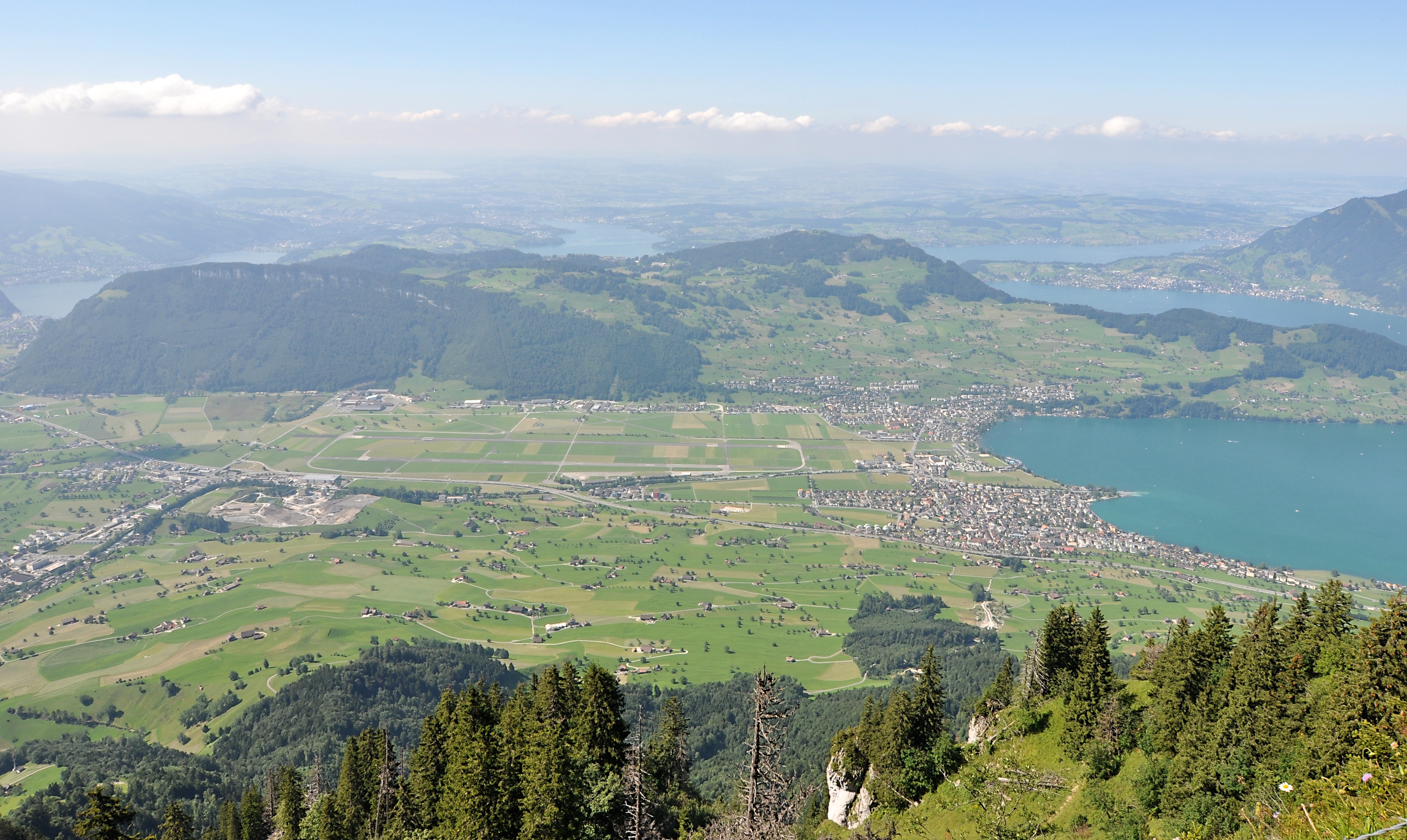
Blick vom Gipfel des Buochserhorns auf die Ebene von Buochs und Ennetbürgen; im Hintergrund der Bürgenstock